# Judy Mallaber
Clare Judith „Judy“ Mallaber (* 10. Juli 1951 in Colindale) ist eine britische Politikerin der Labour Party. Sie gehörte von 1997 bis 2010 dem House of Commons an.

## Ausbildung und beruflicher Werdegang
Mallaber erhielt ihre schulische Ausbildung an der North London Collegiate School im Londoner Stadtteil Edgware. Hieran schloss sich ein Studium am St Anne’s College der University of Oxford an. Dort wurde ihr der Bachelor of Arts mit Auszeichnung verliehen. Von 1975 bis 1985 arbeitete Mallaber als wissenschaftliche Mitarbeiterin bei der National Union of Public Employees, einer Gewerkschaft für Mitarbeiter des öffentlichen Dienstes. Dort stieg sie zur Abteilungsleiterin auf. 1985 wechselte sie als Direktorin zur Local Government Information Unit, einer Denkfabrik in London. Dort war sie bis 1996 tätig.

## Politische Karriere
Mallaber begann sich in den 1970er-Jahren politisch zu engagieren. Sie war zunächst Mitglied der Communist Party of Great Britain. Später war sie Mitglied der Ortsverbände der Labour Party in Hornsey und Wood Green. Bei den Unterhauswahlen 1997 war Mallaber Teil einer Frauenwahlliste. Über diese wurde sie als Abgeordnete für den Wahlkreis Amber Valley ins House of Commons gewählt. Sie setzte sich dabei mit 29.943 oder 54,7 % der abgegebenen Stimmen deutlich gegen den bisherigen Amtsinhaber der Conservative Party, Phillip Oppenheim durch. Bei den Wahlen 2001 und 2005 wurde sie jeweils im Amt bestätigt. Während ihrer Zeit als Abgeordnete gehörte Mallaber unter anderem dem Finanzausschuss, dem Handelsausschuss und dem Bildungsausschuss des Parlaments an. Darüber hinaus stand sie dem Labour Research Department vor. In den Jahren 2006 und 2011 reiste sie als unabhängige Wahlbeobachterin in die Demokratische Republik Kongo. Bei den Unterhauswahlen 2010 unterlag Mallaber gegen den Kandidaten der Conservative Party Nigel Mills mit nur 536 Stimmen.

## Mitgliedschaften
Mallaber ist Mitglied von UNISON, der größten Gewerkschaft im Vereinigten Königreich. Zudem gehört sie der Liberty and Socialist Education Association an.